# Koszatniczka nadbrzeżna
Koszatniczka nadbrzeżna (Octodon lunatus) – gatunek gryzonia z rodziny koszatniczkowatych (Octodontidae), zamieszkujący tereny wybrzeża Chile w pasie szerokości od 31°30' do 35° S w prowincjach Valparaiso, Aconcagua i Coquimbo. Do rodzaju Octodon koszatniczkę nabrzeżną zaliczył w 1848 roku brytyjski zoolog George. R. Waterhouse
Woods i Boraker (1975), stwierdzają, że O.lunatus jest - poza nieco większymi wymiarami i mniej puszystym ogonem - zewnętrznie niemal nie do odróżnienia od koszatniczki leśnej i w rozróżnieniu pomóc mogą tylko cechy morfologiczne tylnych, górnych trzonowców. Późniejsi badacze (np. Hutterer – 1994) przeczą tej tezie. Zewnętrznie faktycznie niewiele się różnią zarówno od O. Bridgesi jak i największego liczebnie i najpopularniejszego gatunku w rodzinie koszatniczkowatych, którym jest O.degus (koszatniczka pospolita). Garnitur chromosomowy O. lunatus tworzy 78 par chromosomów, podczas gdy kariotyp O.degus składa się z 58 par chromosomów.
Całkowita długość328–382 mm
Długość ogona152–161 mm
Masa ciała173 g (Bozinovic 1992, Hutterer 1994).